# سوزان غليكمان
سوزان غليكمان (بالإنجليزية: Susan Glickman)‏ (1953، بالتيمور في الولايات المتحدة)؛ روائية كندية.